# Christus-Kirche (Spetzerfehn)

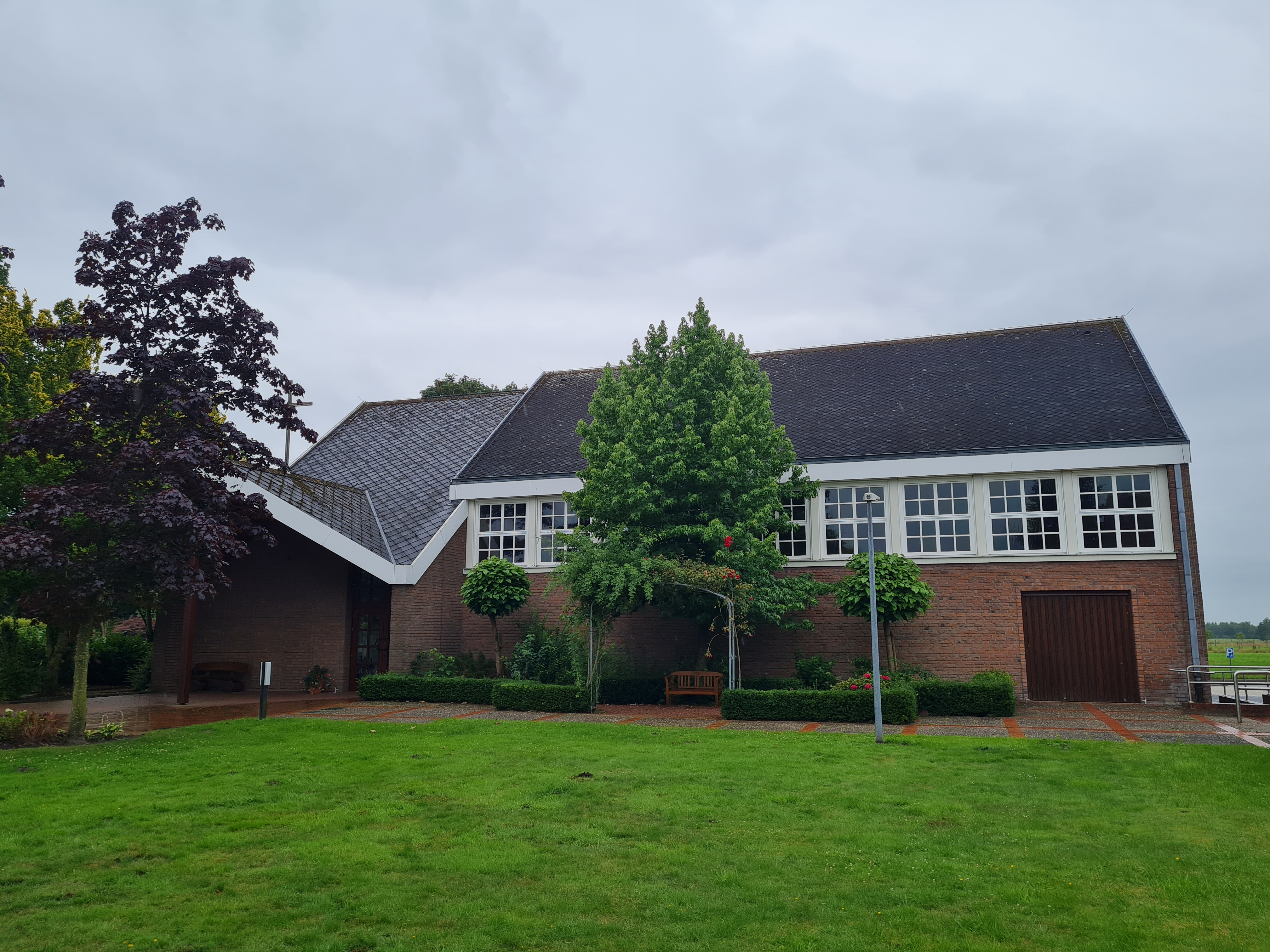
Christus-Kirche, Spetzerfehn

Die Christus-Kirche steht im Ortsteil Spetzerfehn der ostfriesischen Gemeinde Großefehn und gehört zum Kirchenkreis Aurich in der Evangelisch-lutherischen Landeskirche Hannovers. Zum Einzugsgebiet der Kirchengemeinde gehören neben Spetzerfehn auch die Wiesmoorer Ortsteile Auricher Wiesmoor II  und Wilhelmsfehn II. 
1950 wurde die Kirchengemeinde als Kapellengemeinde Spetzerfehn gegründet, die weder über Kirche noch Pfarrhaus verfügte. Gottesdienste wurden in einem Raum der „Schule III“ gefeiert. Erst 1953 begann man damit ein Pfarrhaus mit angegliedertem Betsaal zu bauen. Dieses wurde alsbald vergrößert und um einen Glockenturm erweitert. Erst 1970 wurde die Kapellengemeinde zur selbständigen Kirchengemeinde erklärt und mit dem Bau der heutigen Kirche begonnen. Die Grundsteinlegung für die Kirche erfolgte am 23. August 1970. Am 1. Advent 1971 wurde sie „Christus-Kirche“ benannt und ihrer Bestimmung übergeben. Da sie abermals zu klein wurde, wurde sie zwischen 1994 und 1995 umgebaut und erweitert.